# David Mumford
David Bryant Mumford (Worth, 11 giugno 1937) è un matematico anglo-statunitense.
Nato in Inghilterra, è conosciuto per i suoi studi nel campo della geometria algebrica e sul riconoscimento delle forme. È docente presso il dipartimento di matematica applicata della Brown University, ma vanta una lunga carriera universitaria presso la Harvard University.

## Biografia
È nato a Worth, nel West Sussex, da padre inglese e madre statunitense. Il padre William fondò una scuola sperimentale in Tanzania e lavorò per le Nazioni Unite sin dalla fondazione e per tutto il periodo dell'infanzia di suo figlio David.

### Studi nel campo della geometria algebrica

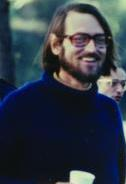
David Mumford nel 1975

Dopo aver frequentato la Exeter School, Mumford si iscrive alla Harvard University dove è allievo di Oscar Zariski. Completa il suo Ph.D. nel 1961 con una tesi  intitolata Esistenza dello schema modulare per curve di qualsiasi tipo. Sviluppa poi una serie di studi in geometria nella direzione del collegamento della geometria tradizionale con le più recenti tecniche algebriche. Un suo primo libro importante porta il titolo Geometric Invariant Theory e riguarda gli spazi modulari. 
Nei successivi libri Abelian Varieties (con C. P. Ramanujam) sulle equazioni che definiscono le varietà abeliane e Curves on an Algebraic Surface sulle superfici algebriche Mumford stabilisce importanti relazioni tra le vecchie teorie e le nuove. 
I suoi scritti sulla teoria degli schemi, inediti per anni, sono ora disponibili su The Red Book of Varieties and Schemes (ISBN 3-540-63293-X).
Tra i lavori ancora inediti vi  sono  degli scritti sulle  varietà definite da quadriche e uno studio sugli scritti di Gorō Shimura dagli anni sessanta in poi.
Le ricerche di Mumford hanno contribuito a rivalutare la teoria classica delle funzioni theta, mostrando che gli sviluppi algebrici riescono a sostenere buona parte della teoria. Questo lavoro sulle equazioni che definiscono delle varietà abeliane apparve negli anni 1966-67. Ha  poi pubblicato altri libri.
Mumford è stato anche uno dei fondatori della teoria dell'immersione toroidale e ha cercato di applicare questa teoria alle tecniche delle basi di Gröbner, attraverso il lavoro dei suoi studenti nel campo dell'algebra computazionale.

### Attività recenti e in corso
Nel 2002, scrive un libro con Caroline Series e David Wright sulla geometria della visione: Indra's Pearls: The Vision of Felix Klein (ISBN 0-521-35253-3).
Attualmente si occupa della teoria dei pattern proposta da Ulf Grenander.

### Vita privata
David Mumford ha sposato Erika Jentsh, da lui conosciuta al Radcliffe College, una poetessa di successo con molti riconoscimenti e un dottorato in letteratura e Lingua celtica a Harvard. Dal loro matrimonio sono nati quattro figli. Dopo la morte di Erika Jentsh, sposa in seconde nozze Jenifer Gordon.
Il figlio Steve (nato nel 1960) è un pittore affermato che opera e vive a New York.

## Premi e riconoscimenti
Mumford è stato premiato con la medaglia Fields nel 1974; inoltre ha ottenuto la MacArthur Fellowship dal 1987 al 1992, ha vinto il premio Shaw nel 2006 e nel 2007 ha ricevuto, dall'American Mathematical Society, il premio Steele nella sezione Esposizione Matematica.
Ai premi e riconoscimenti già menzionati, si aggiungono:
- finalista al Westinghouse Science Talent Search nel 1953;
- Junior Fellow ad Harvard dal 1958 al 1961;
- Membro della National Academy of Science nel 1975;
- Honorary Fellow del Tata Institute of Fundamental Research nel 1978;
- Honorary D. Sc. dalla University of Warwick nel 1983;
- Membro straniero dell'Accademia Nazionale dei Lincei di Roma, nel 1991;
- Membro onorario della London Mathematical Society nel 1995;
- Presidente della International Mathematical Union dal 1995 al 1999.
- Membro all'American Philosophical Society nel 1997;
- Honorary D. Sc. dalla Norwegian University of Science and Technology nel 2000;
- Honorary D. Sc. dalla Rockefeller University nel 2001.
- Socio straniero dell'Accademia delle Scienze di Torino dal 21 maggio 2008[1].

## Opere
- Lectures on Curves on Algebraic Surfaces (con George Bergman, Princeton University Press, 1964)
- Geometric Invariant Theory (Springer-Verlag, 1965 – seconda edizione, con J. Fogarty, 1982; terza edizione, con  F. Kirwan  e  J. Fogarty, 1994)
- The Red Book of Varieties and Schemes (mimeographed notes from Harvard Mathematics Department 1967, ristampato in Lecture Notes in Mathematics 1348, Springer-Verlag 1988)
- Abelian Varieties (Oxford University Press, prima edizione 1970; seconda edizione 1974)
- Six Appendices to Algebraic Surfaces  di  Oscar Zariski (seconda edizione (Springer-Verlag, 1971)
- Toroidal Embeddings I (con G. Kempf, F. Knudsen e B. Saint-Donat, Lecture Notes in Mathematics #339, Springer-Verlag 1973)
- Curves and their Jacobians (University of Michigan Press, 1975)
- Smooth Compactification of Locally Symmetric Varieties (con A. Ash, M. Rapoport  e Y. Tai, Math. Sci. Press, 1975)
- Algebraic Geometry I: Complex Projective Varieties (Springer-Verlag New York, 1975)
- Tata Lectures on Theta (con C. Musili, M. Nori, P. Norman, E. Previato e M. Stillman, Birkhauser-Boston, Part I 1982, Part II 1983, Part III 1991)
- Filtering, Segmentation and Depth (con M. Nitzberg e T. Shiota, Lecture Notes in Computer Science #662, 1993)
- Two and Three Dimensional Pattern of the Face (con P. Giblin, G. Gordon, P. Hallinan e A. Yuille, AKPeters, 1999)
- Indra's Pearls: The Vision of Felix Klein (con C. Series and D. Wright, Cambridge University Press, 2002)
- Selected Papers on the Classification of Varieties and Moduli Spaces, Springer-Verlag, 2004
- Pattern Theory through Examples (con A. Desolneux, in preparazione)